# Polypodium ghiesbreghtii
Polypodium ghiesbreghtii là một loài dương xỉ trong họ Polypodiaceae. Loài này được Hook. & Baker mô tả khoa học đầu tiên năm 1857.
Danh pháp khoa học của loài này chưa được làm sáng tỏ. 